# (8645) 1988 TN
1988 تي أن (ويعرف أيضًا باسم (8645) 1988 تي أن وفق تسمية الكوكب الصغير) (بالإنجليزية: 1988 TN)‏ هو كويكب ضمن حزام الكويكبات؛ وترتيبه 8645 من حيث الاكتشاف.
اكتُشف هذا الجُرم الفلكي بواسطة هيروشي كانيدا في 5 أكتوبر 1988.

## وصلات خارجية
- (8645) 1988 TN في قاعدة بيانات مختبر الدفع النفاث لأجرام النظام الشمسي الصغيرة

- الاكتشاف · مخطط المدار ·  العناصر المدارية · المعلمات المادية

- (8645) 1988 TN على موقع ويكي سكاي: DSS2, SDSS, GALEX, IRAS, Hydrogen α, X-Ray, Astrophoto, Sky Map, Articles and images